# زکیا ۹۹۹

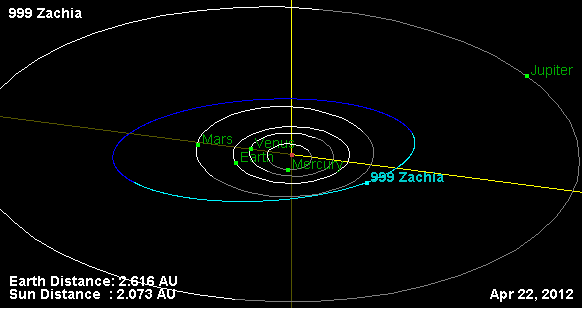
نمایی از محل قرارگیری سیارک ۹۹۹ در مدار – ۲۰۱۲

سیارک ۹۹۹ (به انگلیسی: 999 Zachia، نامگذاری:1923NW) نهصد و نود و نهمین سیارک کشف شده‌است که در ۹ اوت ۱۹۲۳ و در هایدلبرگ کشف شد.
قدر مطلق سیارک برابر ۱۱٫۱۰ است.